# Campionatul National D1 din Gabon
Campionatul de fotbal din Gabon este o competiție de fotbal amator care repezintă primul eșalon din sistemul competițional fotbalistic din Gabon.

## Echipele sezonului 2009-2010
- AS Mangasport   (Moanda)
- AS Pélican (Lambaréné)
- AS Stade Mandji (Port-Gentil)
- ASCM Mounana
- Cercle Mbéri Sportif (Libreville)
- En Avant Estuaire FC (Libreville)
- FC 105 (Libreville)
- Missile FC (Libreville)
- Sogéa FC (Libreville)
- Stade Nynois (Tchibanga)
- US Bitam
- US Oyem
- US O’Mbilia Nzami (Libreville)
- VAC Mouila

## Campioane
| - 1968 : Olympique Sportif (Libreville) - 1969 : Aigle Royal (Libreville) - 1970 : Aigle Royal (Libreville) - 1971 : AS Solidarité (Libreville) - 1972 : Olympique Sportif (Libreville) - 1973 : AS Police (Libreville) - 1974 : Zalang COC (Libreville) - 1975 : Petrosport (Port Gentil) - 1976 : Vantour Mangoungou (Libreville) - 1977 : Vantour Mangoungou (Libreville) - 1978 : ASMO/FC 105 (Libreville) - 1979 : Anges ABC (Libreville) - 1980 : US O’Mbilia Nzami - 1981 : US O’Mbilia Nzami | - 1982 : ASMO/FC 105 - 1983 : ASMO/FC 105 - 1984 : AS Sogara (Port Gentil) - 1985 : ASMO/FC 105 - 1986 : ASMO/FC 105 - 1987 : ASMO/FC 105 - 1988 : US O’Mbilia Nzami - 1989 : AS Sogara (Port Gentil) - 1990 : JAC (Libreville) - 1991 : AS Sogara (Port Gentil) - 1992 : AS Sogara (Port Gentil) - 1993 : AS Sogara (Port Gentil) - 1994 : AS Sogara (Port Gentil) - 1995 : AS Mangasport | - 1996 : Mbilinga FC (Port Gentil) - 1997 : FC 105 Libreville - 1998 : FC 105 Libreville - 1999 : FC 105 Libreville - 2000 : AS Mangasport - 2001 : FC 105 Libreville - 2002 : US O’Mbilia Nzami - 2003 : US Bitam - 2004 : AS Mangasport - 2005 : AS Mangasport - 2006 : AS Mangasport - 2007 : FC 105 Libreville - 2008 : AS Mangasport - 2009 : AS Stade Mandji |  |

## Performanțe după Club
| Club                                      | Oraș        | Titluri | Ultimul titlu |
| ----------------------------------------- | ----------- | ------- | ------------- |
| FC 105 Libreville [incluzând ASMO/FC 105] | Libreville  | 11      | 2007          |
| AS Sogara                                 | Port Gentil | 6       | 1994          |
| AS Mangasport                             | Moanda      | 6       | 2008          |
| US O’Mbilia Nzami                         | Libreville  | 4       | 2002          |
| Aigle Royal                               | Libreville  | 2       | 1970          |
| Olympique Sportif (Libreville)            | Libreville  | 2       | 1972          |
| Vantour Mangoungou                        | Libreville  | 2       | 1977          |
| Anges ABC                                 | Libreville  | 1       | 1979          |
| US Bitam                                  | Bitam       | 1       | 2003          |
| JAC (Libreville)                          | Libreville  | 1       | 1990          |
| Mbilinga FC                               | Port Gentil | 1       | 1996          |
| Petrosport                                | Port Gentil | 1       | 1975          |
| AS Police (Libreville)                    | Libreville  | 1       | 1973          |
| AS Stade Mandji                           | Port-Gentil | 1       | 2009          |
| AS Solidarité                             | Libreville  | 1       | 1971          |
| Zalang COC                                | Libreville  | 1       | 1974          |

## Golgeter
| An      |       | Golgeter       | Echipă     | Goluri |
| 2007/08 | Gabon | Vianney Mabide | Mangasport | 11     |